# Вілла Містерій
Вілла Містерій — заміська вілла часів Стародавнього Риму на околиці міста Помпеї.

## Історія знахідки

### Розпланування
Будівлі вілли менше постраждали від виверження вулкану. Під час розкопок вдалося майже повністю відтворити її поземний план.
Вважають, що віллу побудували у II ст. до н. е. Потім був період добудов. Головна брама вілли виходить на шлях, що йшов до Геркуланської брами міста. Частка вілли все ще не розкрита. Дістатися до об'єкта можна з боку моря.

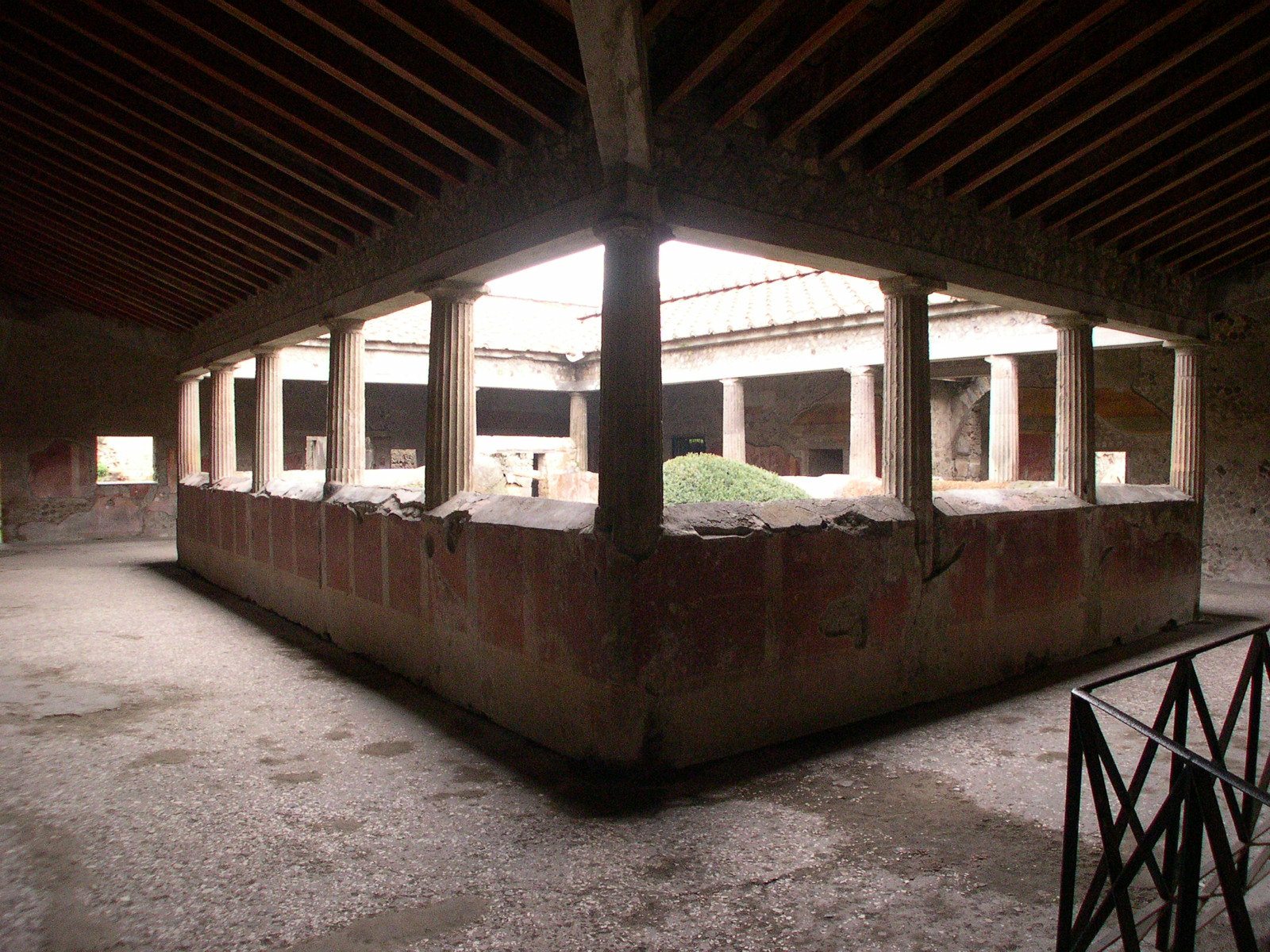
Вілла Містерій. Перистильний дворик, 2003 р.

Комплекс складається з приміщень суто вілли та службових приміщень, де знайдена комора з пресом для виготовлення сусла для вина. Широка брама вілли веде у перистильний дворик, навколо якого групували головні приміщення — дворик з ларарієм, атрій з входом до лазні та інші. Вілла мала фасад, повернутий до моря та прикрашений ротондою та двома бічними портиками на терасі.

### Фрески

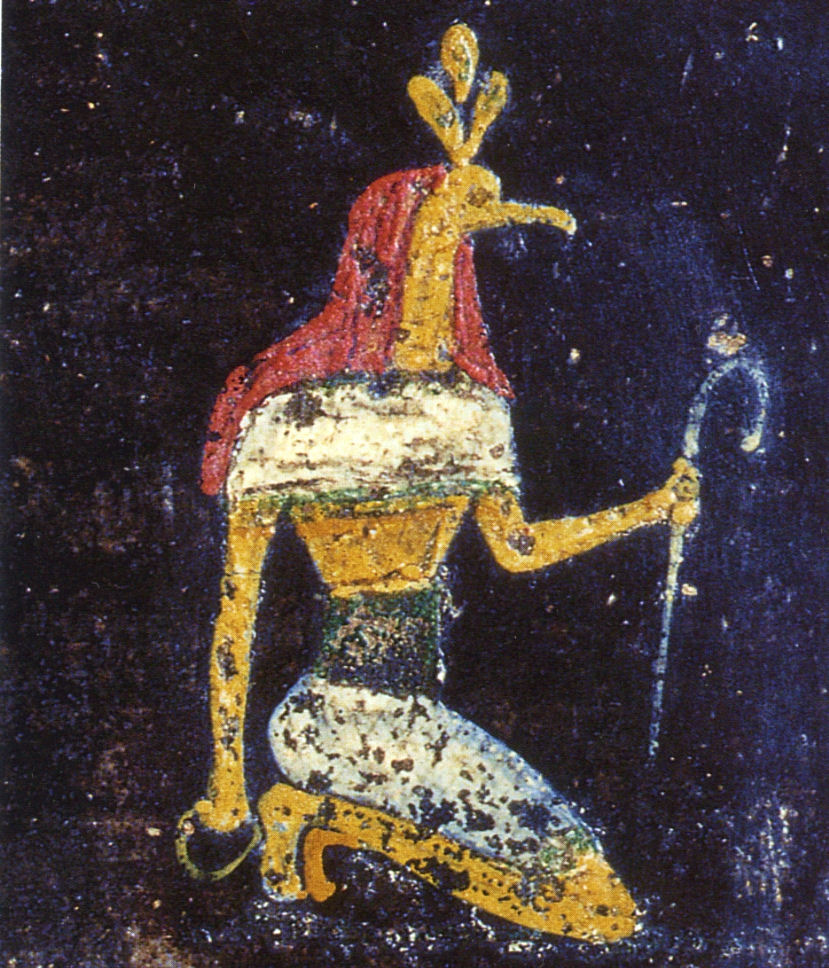

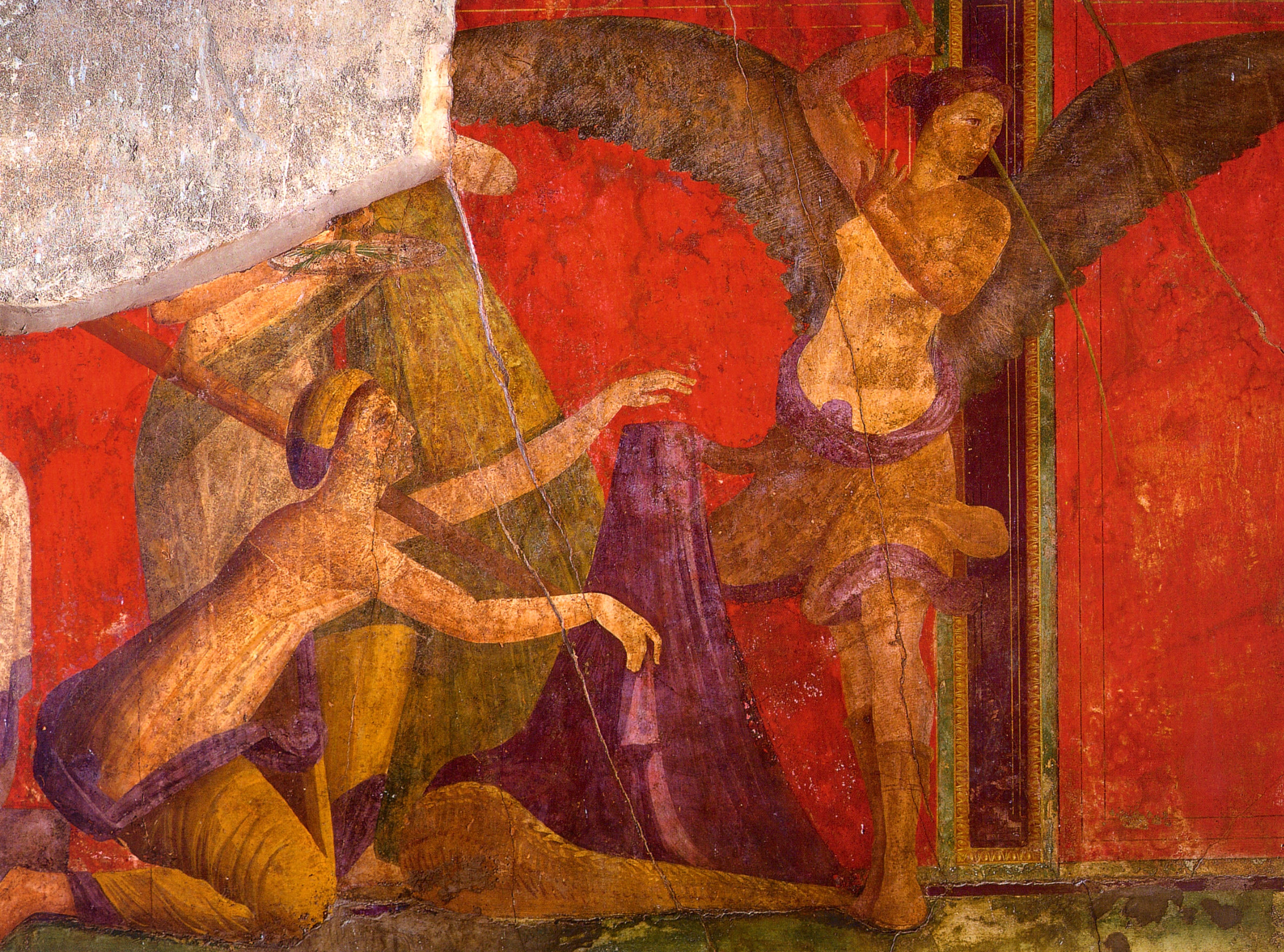
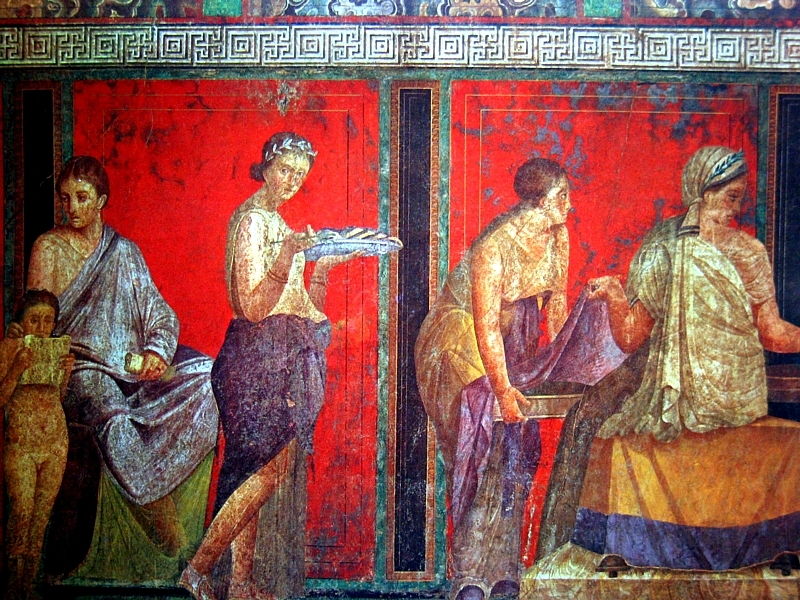
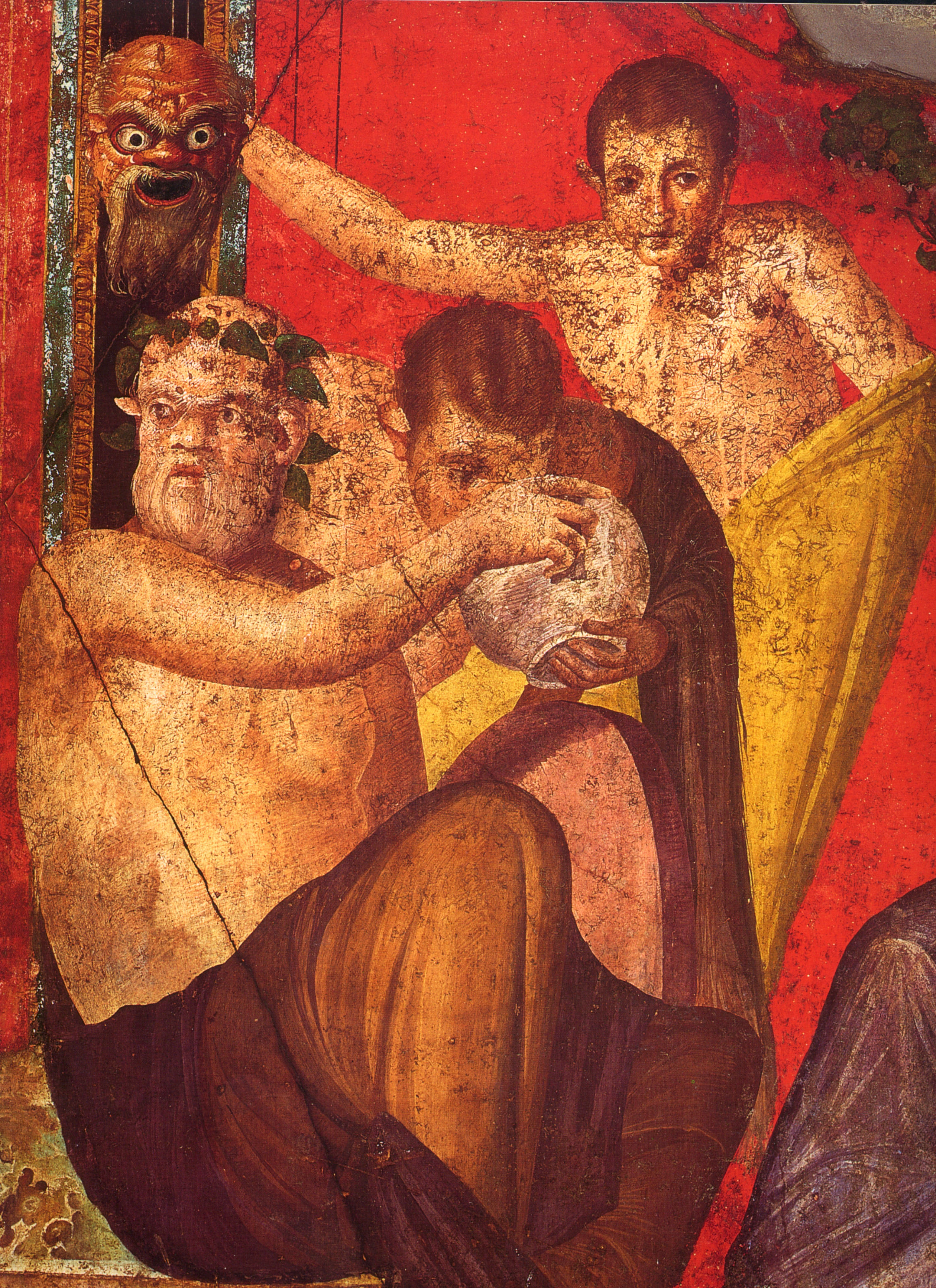
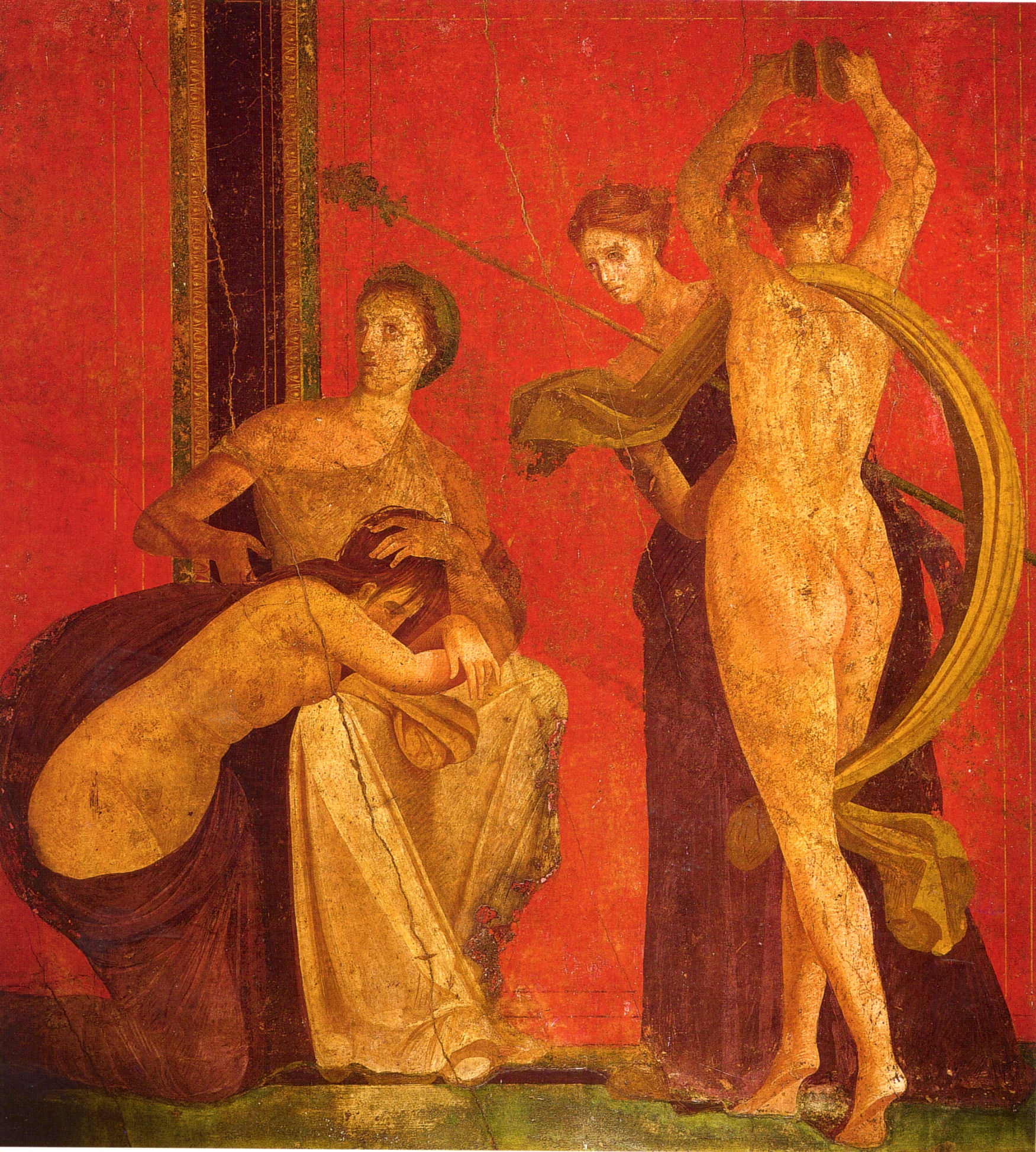

Вілла стала відома науковцям та туристам завдяки фрескам в кімнаті на південь від атрія. Вілла має декілька кімнат з фресками, одна з яких — створена на єгипетські мотиви.
Але славу вілли принесли стінописи з сюжетом Містерій. На червоному тлі з пілястрами майже в повний зріст людини зображено 29 персонажів — реальних та міфічних. Тут і крилата богиня, і сам  Діоніс, його дружина Аріадна, сатири та сілени, танцівниця, жінки, що творять посвяту-містерію. Понизу фресок ідуть кольорові смуги без орнаментів. Поверху — смуги з орнаментами, середня смуга найширша і засобами живопису імітує інкрустацію панелями напівкоштовним камінням на кшталт яшм. Сюжет фресок не піддається єдиному тлумаченню і в ньому вбачають чи то посвяту нових членів, чи то весілля. Верхня частина фресок постраждала, але головні сцени збереглися непогано.